# Heroes of Might and Magic V
Heroes of Might and Magic V (ook wel Heroes V of HoMM5 genoemd) is het vijfde deel in de computerspelserie Heroes of Might and Magic. Tevens was dit het eerste Heroes-spel dat niet door New World Computing en 3DO Company werd ontwikkeld, maar door Nival Interactive onder begeleiding van Ubisoft, de nieuwe eigenaar van het Might and Magic-genre.

## Het Spel
Enkele kenmerken van Heroes V:
- In tegenstelling tot alle vorige Heroes-spellen is Heroes V geheel in 3D.
- Dit is het eerste spel uit het Might and Magic-genre dat zich niet langer afspeelt in het fictieve universum bedacht door New World Computing, maar in de door Ubisoft bedachte wereld Ashan.
- Er wordt gebruikgemaakt van een nieuw vaardigheids-/spreuken-/eenhedensysteem.
- Er zijn zes soorten steden: Haven, Inferno, Necropolis, Academy, Dungeon en Sylvan. In de uitbreidingen werden Fortress en Stronghold toegevoegd.
- Spelers kunnen nu sporen achtergelaten door het leger van hun tegenstanders zien. Hoe groter het vijandelijke leger, des te langer blijven de sporen zichtbaar.
- Er zijn vier moeilijkheidsniveaus: Easy, Normal, Hard and Heroic.
- De grondstoffen zijn nog hetzelfde als in de vorige Heroes-spellen.
- Er zijn vier soorten magische scholen in het spel: Light, Dark, Destructive and Summoning Magic. (en ook vier 'Adventure Map'-spreuken)
- Legereenheden kunnen weer worden geüpgraded naar sterkere vormen.
- Net als in Heroes III kunnen nieuwe legereenheden wekelijks worden gerekruteerd in plaats van dagelijks.
- De muziek van het spel is gecomponeerd door Rob King en Paul Romero.
- Het slagveld is verdeeld in vierkanten zoals in Heroes IV.

## Steden en groepen

### Haven
Een land bewoond door mensen en geregeerd door de religieuze Knights. Het keizerrijk Holy Griffin ziet “Orde en Gezag” als zijn hoogste doel. Vanwege hun militaire oorsprong hebben zijn de mogelijkheid hun soldaten te trainen en te laten promoten naar een steeds hoger level. Zij zijn de primaire protagonisten van de campaignmissies en worden geleid door Koningin Isabel.

### Inferno
Een duister koninkrijk van demonen uit de onderwereld. De Inferno is een stad die gebruikmaakt van “Gating”, een methode om versterkingen naar het slagveld te teleporteren. Zij vormen de primaire antagonisten geleid door de Demon Kha-Beleth.

### Necropolis
Ooit een geheime sekte die opbloeide in de duistere kant van het keizerrijk. De Necropolis wordt geregeerd door corrupte tovenaars die in de dood de eeuwige vrede zoeken die ze in het leven niet hebben gevonden. Ze kunnen de zwarte magie van Necromancing gebruiken om gedode vijanden tot leven te brengen als soldaten voor hun eigen leger.

### Dungeon
Vanuit het ondergrondse keizerrijk Ygg-Chal hebben de Dark Elves, een groep van gevallen elfen, een maatschappij opgebouwd die bestaat uit geheimen, plots, verraad en occultisme. Ze beschikken over het geheim van de “Irresistible Magic”, een techniek die hun spreuken zo sterk maakt dat zelfs de sterkste vijanden maar weinig kans hebben het te weerstaan.

### Sylvan
De voormalige Rampart stad uit “Heroes III”. De stad Sylvan wordt bewoond door elfen. Hun helden zijn gespecialiseerd in boogschieten. Al hun soldaten en legereenheden kunnen op die manier vijanden uitschakelen vanaf een afstand. Zij vormen de tegenhangers van de Dungeon.

### Academy
De Academy is al sinds Heroes II een stad bewoond door tovenaars en magische wezens. De enige verandering is dat de Academy is verplaatst van de besneeuwde bergen naar een woestijnlandschap. De meeste helden uit deze stad richten zich op magie. Hun legers bestaan dan ook meestal uit schietende en vliegende eenheden.

### Fortress
Een natie van Dwergen die naast normale magie ook magische Runen kunnen gebruiken om hun troepen te versterken in ruil voor grondstoffen. Net zoals de Dark Elves (waarmee de Dwergen altijd oorlog voeren) hebben zij relatief weinig troepen. Hun ondergrondse steden zitten in besneeuwde gebieden.

### Stronghold
Orks die gemaakt zijn door de tovenaars van Academy door met demonisch bloed op menselijke gevangenen te experimenteren. Zij worden door zowel tovenaars als mensen als slaven gebruikt. Met uitzondering van Adventure Map-spreuken kunnen zij geen magie gebruiken, maar wel speciale oorlogskreten met verschillende effecten. Ook hebben zij vanwege hun halfdemonische bloed "Blood Rage": door schade te verrichten en strijdkreten te gebruiken worden zij steeds sterker. Behalve Orks hebben zij ook kobolds, centauren en wyverns. Wyverns hebben de Blood Rage-vaardigheid niet.

## Vaardigheden en bekwaamheden
Een held kan een nieuwe vaardigheden (skills) leren, een reeds geleerde upgraden en nieuwe bekwaamheden (abilities) leren wanneer hun niveau een level stijgt of wanneer ze speciale gebouwen bezoeken.
De vaardigheden van de helden zijn onder te verdelen in “Racial” en “regular”. Een held kan maximaal vijf Regular-vaardigheden bezitten en bezit altijd de best bijpassende racialvaardigheid. Een held kan een vaardigheid op drie niveaus beheersen: Basic, Advanced en Expert.
Elke vaardigheid hangt samen met drie tot vijf bekwaamheden, afhankelijk van de groep waar de held tot behoort. Elk level van een vaardigheid geeft de held de mogelijkheid om een bijbehorende bekwaamheid te leren. Voorbeeld: een held met een Basic level bekwaamheid kan 1 vaardigheid leren. Bij Advanced twee en bij Expert drie.
De Racial-vaardigheden die en held leert zijn afhankelijk van de stad waar die held bij hoort. Alle helden uit dezelfde stad leren dezelfde racial-vaardigheden en bekwaamheden.

## Kritische reacties
Tot dus ver zijn de kritieken op Heroes V over het algemeen goed. Heroes IV was vanwege de ingrijpende veranderingen minder goed ontvangen, veel van deze veranderingen uit Heroes IV zijn derhalve teruggedraaid. Goede punten volgens de fans zijn de nieuwe 3D-effecten, de muziek en het feit dat de manier van spelen vrijwel gelijk is aan die van Heroes III, een van de succesvolste spellen in de serie.
Toch vonden fans dat er wat fouten in het spel zaten en dat er te weinig scenario’s waren.

## Uitbreidingen
In november 2006 is er een uitbreidingsspel uitgekomen voor Heroes V getiteld Heroes of Might and Magic V: Hammers of Fate.
In 2007 verscheen nog een uitbreidingsspel: Heroes of Might and Magic V: Tribes of the East.